# Pete Yorn
Peter Yorn dit Pete Yorn est un musicien américain né le 27 juillet 1974 dans le New Jersey.
On peut entendre ses œuvres dans les films Spider-Man, Shrek 2, John Q et la série télévisée Dr House.
Le 7 septembre 2009 sort l'album Break Up enregistré en 2006 avec Scarlett Johansson.
Cet album s'inspire des albums enregistrés à la fin des années 1960 par Serge Gainsbourg avec Brigitte Bardot.

## Discographie
- 2001 : Music for the morning after
- 2003 : Day I forgot
- 2004 : Live From The New Jersey
- 2006 : Nightcrawler
- 2009 : Back & Fourth
- 2009 : Break Up (en duo avec Scarlett Johansson)
- 2010 : PY
- 2016 : Aranging Time
- 2018 : Apart (avec Scarlett Johansson)

## Filmographie
- 2023 : Killers of the Flower Moon de Martin Scorsese : Acie Kirby